# Martin Sheridan
Martin John Sheridan (Bohola, Irlanda, 28 de março de 1881 - Nova York, 27 de março de 1918) foi um atleta norte-americano nascido na Irlanda, bicampeão olímpico do lançamento de disco.
Imigrante irlandês, Sheridan era o melhor atleta do Irish American Athletic Club, um clube amador de atletismo existente no Queens, em Nova York, no começo do século XX. Como vários de seu colegas de atletismo, trabalhou no New York City Police Department de 1906 até sua morte em 1918. Era tão respeitado pelo policiais, que era designado para servir como guarda-costas do governador quando ele estava na cidade.
Chamado de "um dos maiores atletas que jamais representaram este país no esporte internacional" Sheridan venceu o lançamento do disco nos Jogos Olímpicos de St. Louis em 1904 e nos de Londres, em 1908, conquistando o bicampeonato olímpico da prova. Ainda em Londres 1908, ele ganhou mais uma medalha de ouro, no lançamento de disco estilo grego, que só existiu naqueles Jogos e uma medalha de bronze no salto em distância sem corrida, modalidade também extinta.
Nos Jogos não-oficiais de Atenas, em 1906, ele ainda conseguiu medalhas de ouro e de prata não apenas nas que venceu nos Jogos oficiais, mas também em salto em altura sem corrida, lançamento de pedra e lançamento de peso.
Ao morrer, na véspera de completar 37 anos, uma das primeiras vítimas da gripe espanhola que assolou o mundo em 1918, recebeu do The New York Times, em seu obituário, a seguinte citação: "Ele foi um dos maiores atletas que este país jamais conheceu".

## Biblografia
- Greenberg, Stan (1987). Olympic Games: The Records. London: Guinness Books. ISBN 0-85112-896-3 ISBN 0-85112-896-3